# Grenzstreifen am Galgenberg
Das Naturschutzgebiet Grenzstreifen am Galgenberg liegt im Landkreis Hildburghausen in Thüringen westlich, südlich und südöstlich von Mendhausen, einem Ortsteil der Stadt Römhild. Durch das Gebiet hindurch verläuft die Landesstraße L 3029, westlich und südlich verläuft die Landesgrenze zu Bayern. Südöstlich, direkt anschließend, erstreckt sich das 126,5 ha große Naturschutzgebiet Milzgrund.

## Bedeutung
Das 74,1 ha große Gebiet mit der NSG-Nr. 260 wurde im Jahr 1997 unter Naturschutz gestellt.